# Procolobus tholloni
Procolobus tholloni — вид приматів родини мавпових (Cercopithecidae).

## Поширення
Зустрічається у  Демократичній республіці Конго та  Республіці Конго. Вид поширений на південь від річки Конго та на захід від річки Ломамі.